# 人工知能 人類最悪にして最後の発明
『人工知能 人類最悪にして最後の発明』（じんこうちのう じんるいさいあくにしてさいごのはつめい、英語: Our Final Invention: Artifical Intelligence and the End of the Human Era）はアメリカ人の著者ジェームズ・バラッド（英語: James Barrat）によるノンフィクションの2013年の本である。その本は人間並みかその水準を超えた水準の人工知能の潜在的恩恵と有り得る危険を論じる。これらの立証された危険には、 人類の根絶も含まれる